# کنسانتره پروتئین شیر
کنسانتره پروتئین شیر (MPC)، هر گونه فراورده شیری کنسانتره (غلیظ و فشرده) است که دارای ۴۰-۹۰٪ پروتئین شیر باشد. وزارت کشاورزی ایالات متحده رسماً MPC را چنین تعریف می‌کند: "هر گونه پروتئین شیر کامل (کازئین به‌علاوه لاکتالبومین) که ۴۰ درصد یا بیشتر پروتئین وزنی دارد." علاوه‌بر فراورده‌های شیر فراپالایش، دسته‌بندی MPC شامل کنسانتره‌های ساخته‌شده از طریق فرایندهای دیگر، مانند ترکیب شیرخشک بدون چربی با پروتئین‌های بسیار غلیظ، مانند کازئین است.   